# گله‌آسیا
گله‌آسیا (به ازبکی: Galaosiyo، گله‌آسیا) از شهرهای ازبکستان و مرکز شهرستان بخارا در استان بخارا است.
گله‌آسیادر فاصله‌ای در شمال شهر بخارا قرار گرفته است.
کلبه، هدایت، جوربرچه، رباطک، زرآباد، و میجانه از روستاهای اطراف گله‌آسیاهستند.